# Skeleton ai XXIII Giochi olimpici invernali
Le gare di skeleton ai XXIII Giochi olimpici invernali di Pyeongchang  in Corea del Sud si svolsero dal 15 al 17 febbraio 2018 sulla pista dell'Alpensia Sliding Centre nella località di Daegwallyeong. Furono disputate due competizioni, una riservata agli uomini e l'altra alle donne, entrambe nella disciplina del singolo.
Nel singolo maschile vinse la medaglia d'oro il sudcoreano Yun Sung-bin, vincitore della Coppa del Mondo nella stagione 2017-18 e primo atleta asiatico ad affermarsi ai vertici di questa disciplina sportiva. Nel singolo femminile vinse la britannica Elizabeth Yarnold, che bissò il titolo olimpico vinto quattro anni prima a Soči 2014.

## Calendario
| Skeleton ai XXIII Giochi olimpici invernali | Skeleton ai XXIII Giochi olimpici invernali | Skeleton ai XXIII Giochi olimpici invernali | Skeleton ai XXIII Giochi olimpici invernali | Skeleton ai XXIII Giochi olimpici invernali |
| Febbraio '18                                | 15                                          | 16                                          | 17                                          | Totale                                      |
| ------------------------------------------- | ------------------------------------------- | ------------------------------------------- | ------------------------------------------- | ------------------------------------------- |
| Uomini                                      | 1ª e 2ª manche singolo                      | 3ª e 4ª manche singolo                      |                                             | 1                                           |
| Donne                                       |                                             | 1ª e 2ª manche singolo                      | 3ª e 4ª manche singolo                      | 1                                           |
| Totale                                      |                                             | 1                                           | 1                                           | 2                                           |

## Podi

### Uomini
| Evento             | Oro          | Tempo   | Argento         | Tempo   | Bronzo          | Tempo   |
| Singolo (dettagli) | Yun Sung-bin | 3'20"55 | Nikita Tregubov | 3'22"18 | Dominic Parsons | 3'22"20 |

### Donne
| Evento             | Oro           | Tempo   | Argento            | Tempo   | Bronzo     | Tempo   |
| Singolo (dettagli) | Lizzy Yarnold | 3'27"28 | Jacqueline Lölling | 3'27"73 | Laura Deas | 3'27"90 |

## Medagliere
| Pos.   | Paese                        | Oro | Argento | Bronzo | Totale |
| ------ | ---------------------------- | --- | ------- | ------ | ------ |
| 1      | Gran Bretagna                | 1   | 0       | 2      | 3      |
| 2      | Corea del Sud                | 1   | 0       | 0      | 1      |
| 3      | Atleti Olimpici dalla Russia | 0   | 1       | 0      | 1      |
| 3      | Germania                     | 0   | 1       | 0      | 1      |
| Totale | Totale                       | 2   | 2       | 2      | 6      |